# Zonenturnier
Die Zonenturniere sind eine vom Weltschachbund FIDE eingeführte Qualifikationsetappe bei der Ermittlung des Herausforderers des Schachweltmeisters. Sie wurde beim FIDE-Kongress 1947 in Den Haag beschlossen. Grundidee war, auch den Spitzenspielern der kleineren Mitgliedsföderationen zu ermöglichen, sich für einen WM-Kampf zu qualifizieren.
Die dem Weltschachbund angehörigen Schachverbände werden dafür nach territorialen Gesichtspunkten in sogenannte Zonen eingeteilt. Innerhalb jeder dieser Zonen wurde in Zonenturnieren ermittelt, welche Spieler sich für das darauf folgende Interzonenturnier qualifizieren konnten. Ursprünglich sollten 1947 vier Zonenturniere stattfinden, es wurden jedoch nur zwei in den beiden europäischen Zonen gespielt. Die amerikanische Zone sowie die Sowjetunion, die wegen ihrer schachlichen Vormachtstellung eine eigene Zone bildete, nominierten ihre Teilnehmer für das Interzonenturnier.
Später erhöhte sich die Anzahl der Zonenturniere, wobei sich aus den schwächeren Zonen jeweils nur der Turniersieger qualifizierte, während die sehr stark besetzten Zonen mehrere Teilnehmer ins Interzonenturnier entsenden konnten.

## Teilnahmebedingungen für ein Zonenturnier
Die Bestimmungen, welche Nation wie viele Plätze erhält, haben sich in der Vergangenheit mehrfach geändert. Seit 2002 gilt laut FIDE folgende Regelung: Jede Nation erhält in ihrer jeweiligen Zonengruppe mindestens einen Platz. Weitere Zuteilungen sind möglich, abhängig von der Anzahl der aktiven Großmeister und der aktiven Spieler mit einer Mindest-Elo-Zahl (über 2450 bei Herren, über 2250 bei Damen).

## Aktuelle Situation
Gemäß Protokoll der 77. FIDE-Generalversammlung (2006) ist es den einzelnen Kontinentalverbänden überlassen, ob sie ihre Starter zum Interzonenturnier über Zonenturniere oder andere Wettkämpfe (z. B. kontinentale Meisterschaften) ermitteln. Gemäß diesem Text bevorzugen alle Kontinente außer Europa die Austragung von Zonenturnieren.

## Spezielle Beispiele

### UdSSR
In der UdSSR galt bis einschließlich 1961 jede dritte Landesmeisterschaft als Zonenturnier, zuletzt 1958 in Riga und 1961 in Moskau. Erstmals wurde 1964 ein separates Zonenturnier veranstaltet: In Moskau qualifizierten sich Boris Spasski, Leonid Stein und David Bronstein für das Interzonenturnier Amsterdam 1964, Wassili Smyslow war bereits automatisch im Interzonenturnier spielberechtigt.